# Barbula marginatula
Barbula marginatula är en bladmossart som beskrevs av Hirendra Chandra Gangulee 1966 [1967. Barbula marginatula ingår i släktet neonmossor, och familjen Pottiaceae. Inga underarter finns listade i Catalogue of Life.